# Sovchoznyj
Sovchoznyj (in lingua russa Совхозный) è un centro abitato dell'Adighezia, situato nel Majkopskij rajon. La popolazione era di 1.498 abitanti al dicembre 2018. Ci sono 29 strade.